# Rudolph Zacharias Becker

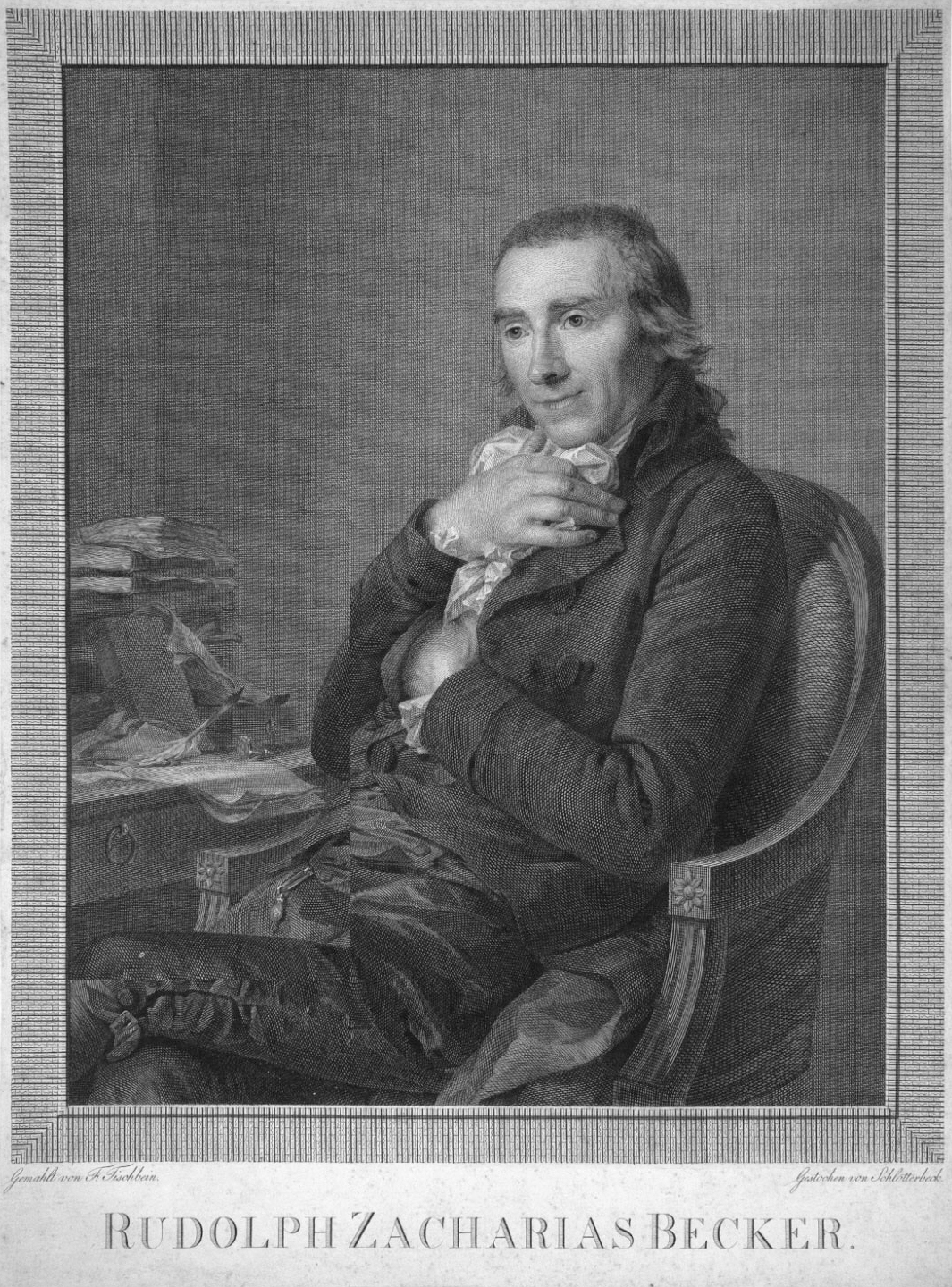
Rudolph Zacharias Becker, nach einem Gemälde von Johann Friedrich August Tischbein (Jakob Christian Schlotterbeck, 1799)

Rudolph Zacharias Becker (* 8. April 1752 in Erfurt; † 28. März 1822 in Gotha) war ein deutscher Volksschriftsteller, Lehrer, Journalist und Verlagsbuchhändler der Aufklärung.
Als Verfasser des Noth- und Hülfsbüchlein für Bauersleute (1788), das zahlreiche Auflagen erlebte und von dem ungefähr eine halbe Million Exemplare gedruckt wurden, war Becker Autor des meistverbreiteten weltlichen Buchs im Deutschland des 18. Jahrhunderts und ein führender „Volksaufklärer“ seiner Zeit, der die Ideen der Aufklärung in breitere Volksschichten einführte.

## Leben
Rudolph Zacharias Becker war der Sohn von Johann Balthasar Becker, Lehrer an der Mädchenschule der Kaufmannsgemeinde in Erfurt, seine Mutter übte zeitweise die gleiche Tätigkeit aus. Becker war lutherischer Konfession, besuchte das Evangelische Ratsgymnasium Erfurt und studierte Philosophie und Theologie in Jena; ohne Abschluss. Noch vor Erreichung eines akademischen Grades war er Hauslehrer und dann Hofmeister auf dem Rittergut Burg Klettenberg, nachfolgend beim preußischen Kammerpräsidenten Carl (Karl) Friedrich von Dachröden, dem Schwiegervater von Wilhelm von Humboldt.
Er wurde anschließend Hofmeister in Erfurt, wo er viel mit Karl Theodor von Dalberg verkehrte, der einen bedeutenden Einfluss auf seine Ausbildung ausübte. Im Jahre 1782 kam er als Lehrer an das Philanthropinum in Dessau, das von Johann Bernhard Basedow mitbegründet worden war. Im selben Jahr wurde der Aufklärer Freimaurer in der Gothaer Loge „Zum Rautenkranz“ sowie Illuminat unter dem Ordensnamen Henricus Stephanus. Gegen Ende 1784 wurde er im Illuminatenorden in den Minervalen-Magistrat aufgenommen und ist später zumindest „Regent“ geworden. In der 1784 in „Zum Kompaß“ umbenannten Loge wurde er 1786 und 1789/1790 deren Redner. Aus Anlass einer Geburtstagsfeier von Herzog Ernst im Jahr 1790 war er Festredner in der von ehemaligen Illuminaten dominierten Gothaer Freimaurerloge und forderte, dass ein „Maurer“ wegen der Geschehnisse in Frankreich nicht teilnahmslos bleiben dürfe, sondern die Partei der Freiheit ergreifen müsse.
Im Jahr 1782 gab er auch die wöchentlich erscheinende Dessauische Zeitung für die Jugend und ihre Freunde heraus (bis 1786), welche er 1784 nach Gotha übersiedelte und unter dem Titel Deutsche Zeitung für die Jugend und ihre Freunde fortsetzte und die, als eine der ersten existierenden Jugendzeitschriften, bis 1787 bestand. 1786 griff er mit seiner Schrift Grundsätze, Verfassung und Schicksale des Illuminatenordens entschieden für die Seite der Befürworter der Illuminaten in den Pressekrieg um die Geheimgesellschaften ein. Er erhob die Deutsche Zeitung für die Jugend und ihre Freunde 1796 zur Nationalzeitung der Deutschen. 1791 gab er neben der Deutschen Zeitung auch ein Aufklärungsblatt unter dem Titel Anzeiger heraus, welches im folgenden Jahr unter einem kaiserlichen Privilegium zum Allgemeinen Reichs-Anzeiger erhoben wurde und endlich 1806 den Titel Allgemeiner Anzeiger der Deutschen erhielt (bis 1829, von 1830 bis 1848 unter dem Titel Allgemeiner Anzeiger und Nationalzeitung der Deutschen). Langjähriger Redakteur war Johann Friedrich Hennicke, der sich 1811 auch um die Freilassung Beckers bemühte.
Friedrich Schiller wollte 1792 den Publizisten Becker mit der Übersetzung seiner Verteidigungsschrift für Ludwig XVI., die als verloren gelten muss, betrauen. Er war Becker 1788 in Rudolstadt durch Vermittlung der Familie seiner späteren Ehefrau begegnet (vgl.: Brief von Schiller an Körner vom 21. Dezember 1792, in dem er ausdrücklich bekennt, dass er an einer Verteidigungsrede für Ludwig XVI. arbeite).
Im Jahre 1797 gründete Becker die Becker’sche Buchhandlung in Gotha, um seine Zeitschriften und Bücher besser vertreiben zu können und führte sie auch bis zu seinem Tode fort.
In der Becker’schen Buchhandlung gab er die Schriften der Seeberg-Sternwarte heraus, von denen vor allem die von Franz Xaver von Zach redigierte Monatliche Correspondenz zu Beförderung der Erd- und Himmelskunde ab 1800 europäische Bedeutung erlangte.
1802 wurde Becker zum fürstlichen Hofrat von Schwarzburg-Sondershausen ernannt. Am 30. November 1811 verhaftete ihn die französische Gendarmerie wegen eines Aufsatzes in der National-Zeitung und brachte ihn nach Magdeburg, wo er bis zum April 1813 blieb, bis ihm die Fürsprache des Herzogs August von Sachsen-Gotha-Altenburg bei Napoleon Bonaparte wieder die Freiheit brachte.

## Familie
Rudolph Zacharias Becker heiratete im Jahr 1787 Sophie Karoline Döbling (1765–1828), die Tochter des Pfarrers in Elleben und Wülfershausen Johann Christoph Döbling. Das Paar hatte drei Söhne und vier Töchter, darunter:
- Friedrich Gottlieb (1792–1865) übernahm nach seinem Tod die Buchhandlung. Er hatte in Leipzig und Göttingen, wo er hauptsächlich Sprach- und Geschichtskunde betrieb, studiert und schon seit 1814 an den journalistischen und buchhändlerischen Arbeiten seines Vaters teilgenommen. Im Jahr 1830 vereinigte er die beiden in seinem Verlag und die von ihm herausgegebenen Zeitschriften Nationalzeitung der Deutschen und Allgemeiner Anzeiger unter dem Titel Allgemeiner Anzeiger und Nationalzeitung der Deutschen und änderte den Titel 1849 in Reichsanzeiger der Deutschen um. 1848 und 1849 vertrat er das Herzogtum Gotha als Abgeordneter in der Frankfurter Nationalversammlung zu Frankfurt am Main, wo er der sogenannten Gothaer Partei angehörte. Auch der Direktion der Feuerversicherungsbank in Gotha widmete er seine Tätigkeit.
- Amalie Wilhelmine (1787–1879) ⚭ 17. Juni 1823 Johann Franz Encke (1791–1865), Astronom
- Charlotte Friederike (1794–1874)

⚭ 29. April 1814 Christoph Heinrich Hornbostel (1785–1819), Kaufmann und Seidenfabrikant in Wien
⚭ 13. Mai 1825 Friedrich Christoph Perthes (1772–1843), Buchhändler und Verleger in Gotha
- Auguste Friederike Johanne (1787–1842) ⚭ Christian Georg Hornbostel (1778–1841), Textilfabrikant

## Ehrungen
- Die Zacharias-Becker-Straße im Osten Gothas wurde nach ihm benannt.

## Werke
Er schrieb außer den genannten Zeitschriften:
- Grundsätze, Verfassung und Schicksale des Illuminatenordens. Gotha 1786.
- Noth- und Hülfs-Büchlein für Bauersleute, oder lehrreiche Freuden- und Trauer-Geschichte des Dorfs Mildheim. Für Junge und Alte beschrieben. Gotha & Leipzig 1788, Digitalisat. Nachdruck hrsg. und mit einem Nachwort von Reinhart Siegert und zahlreichen Holzschnittillustrationen. Harenberg, Dortmund 1980 (= Die bibliophilen Taschenbücher. Band 207), ISBN 3-88379-207-1.
  - Achte Auflage 1790 (Digitalisat)
- Das Eigenthumsrecht an Geisteswerken. 1789, mehrere Auflagen.
- Vorlesungen über die Rechte und Pflichten der Menschen. 1791–92, 2 Bde.
- Mildheimisches Lieder-Buch von fünfhundert und achtzehn lustigen und ernsthaften Gesängen über alle Dinge in der Welt und alle Umstände des menschlichen Lebens, die man besingen kann. Gesammelt für Freunde erlaubter Fröhlichkeit und ächter Tugend, die den Kopf nicht hängt. Gotha 1799, mehrere Auflagen (Digitalisat). Wichtige Quelle der Kommersbücher.
- Derschau’s Holzschnitte alter deutscher Meister. 1806–1816.
- Leiden und Freuden in 17monatlicher französischer Gefangenschaft. 1814.
- Mildheimisches Evangelienbuch. 1816.